# Velocette
A Velocette foi uma fabricante de motocicletas britânica da cidade Birmingham, no Reino Unido, fundada pelo alemão radicalizado na Inglaterra Johannes Gütgemann, que seria conhecido em seu país adotivo primeiramente como John Taylor e depois como John Goodman.
Renomada pela qualidade e alta tecnologia de seus produtos, a Velocette passou seus 67 anos de existência essencialmente como uma empresa familiar de pequeno porte. Suas produções durante esse período foram quase em sua totalidade artesanais, ao contrário de suas rivais locais, as gigantes britânicas BSA e Norton. A sua reputação de qualidade se deveu aos seus motores de dois tempos produzidos entre os anos de 1913 e 1925, quando motos Velocette obtiveram resultados significativos em corridas como o TT da Ilha de Man.
Apesar de pouco poderio financeiro, a empresa contou com equipes de corridas com resultados significativos, com a Velocette conquistando um bicampeonato nos primeiros anos do campeonato mundial de motovelocidade. A primeira edição, ocorrida em 1949, terminou com a equipe ganhando o título de construtores nas 350cc, e seu piloto, Freddie Frith, com o título na mesma categoria, após vencer todas as cinco corridas daquele ano. O resultado se repetiria no ano seguinte, com a equipe ganhando um bicampeonato de construtores, e a dobradinha com a conquista de pilotos com Bob Foster. A Velocette ainda contaria com um número expressivo de motos alinhadas durante a temporada de 1951, mas caindo para participações singulares a partir de então.